# Mont Lesquin
Pour les articles homonymes, voir Lesquin (homonymie).
Le mont Lesquin est un sommet de l'île de l'Est, une des trois îles de  l'archipel Crozet dans le sud-ouest de l'océan Indien, dépendant des Terres australes et antarctiques françaises. Il doit son nom à Guillaume Lesquin commandant du navire Aventure qui s'échoua au large de l'île en mai 1825.
Sa face sud-ouest constitue une falaise rocheuse tombant dans la mer. Avec 1 012 mètres d'altitude, c'est la plus haute falaise du monde, et elle détient le record de la plus haute paroi rocheuse verticale sur Terre.